# Caberea darwinii
Caberea darwinii är en mossdjursart som beskrevs av Busk 1884. Caberea darwinii ingår i släktet Caberea och familjen Candidae.
Artens utbredningsområde är havet kring Nya Zeeland.

## Underarter
Arten delas in i följande underarter:
- C. d. guntheri
- C. d. occlusa